# 朝鮮語族
朝鮮語族（ちょうせんごぞく、朝: 조선어족、朝鮮語族） および 韓国語族（かんこくごぞく、朝: 한국어족、韓國語族）、英: Koreanicは、主に朝鮮半島で話される、朝鮮語とそれと同系の諸言語等からなる語族。前者は朝鮮民主主義人民共和国での呼称であり、後者は大韓民国での呼称である。

## 概要
朝鮮語は系統において様々に議論があるものの、比較言語学的にいずれかの他言語と共通の語族に属すことは証明されておらず、孤立言語とする立場がある。ただし済州道の言葉を、別の言語である「済州語」とする考えもあり、その論をとれば朝鮮語の同系言語が存在することになる。

## 下位言語
朝鮮語族は、2つの語派（あるいは2つの言語、2つの方言）に分類されるが、細部での区分は諸説ある。
- 朝鮮語族
  - 朝鮮語
  - 済州語

## 古代朝鮮の言語
古代に朝鮮半島に分布した言語には2つの系統があると考えられる。
- 扶余諸語：濊貊語、夫余語、高句麗語、百済語
- 新羅語 →（高麗語→朝鮮語、済州語）

現代朝鮮語は新羅語の系統に位置するとされる。扶余諸語（高句麗語）は、朝鮮語族と同系とする説、日琉語族と同系とする説 、両者の中間の言語とする説などがある。